# Kingston, Jamaica
Kingston este capitala statului insular Jamaica. Orașul portuar a fost întemeiat în anul 1693, ocupă o suprafață de 480 km², are în anul 2004, 660.000 loc. fiind situat în partea de sud-est a insulei.

## Personalități născute aici
- John Barnes (n. 1963), fotbalist britanic;
- Shawn Rhoden (1975 - 2021), culturism;
- Cherine Anderson (n. 1984), cântăreață;
- Sanya Richards-Ross (n. 1985), atletă;
- Shelly-Ann Fraser-Pryce (n. 1986), atletă;
- Jo Mersa Marley (1991 - 2022), artist reggae;
- Leon Bailey (n. 1997), fotbalist.